# 卡瓦廖-达戈尼亚
卡瓦廖-达戈尼亚（義大利語：Cavaglio d'Agogna），是意大利诺瓦拉省的一个市镇。总面积9平方公里，人口1308人，人口密度145.3人/平方公里（2009年）。ISTAT代码为003045。